# Cottage Grove (Oregon)
Cottage Grove é uma cidade localizada no estado norte-americano de Oregon, no Condado de Lane.

## Demografia
Segundo o censo norte-americano de 2000, a sua população era de 8445 habitantes.
Em 2006, foi estimada uma população de 8859, um aumento de 414 (4.9%).

## Geografia
De acordo com o United States Census Bureau tem uma área de
8,6 km², dos quais 8,5 km² cobertos por terra e 0,1 km² cobertos por água. Cottage Grove localiza-se a aproximadamente 210 m acima do nível do mar.

## Localidades na vizinhança
O diagrama seguinte representa as localidades num raio de 32 km ao redor de Cottage Grove.